# Nordic American Tankers
 (novembre 2014).
 (mars 2017).
La compagnie maritime Nordic American Tankers Limited a été fondée en 1995 par Herbjørn Hansson (no). Le siège social de la société d'expédition est à Sandefjord en Norvège. La compagnie affrète une vingtaine de navires pétroliers de classe Suezmax .